# Corsários de Dunquerque

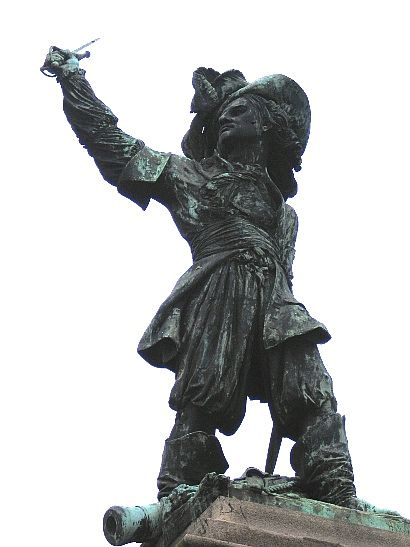
Estátua de Jean Bart, um dos mais célebres corsários de Dunquerque

O termo corsários de Dunquerque (em inglês: Dunkirkers) refere-se genericamente aos corsários que tiveram a sua base em Dunquerque, uma cidade flamenga que atualmente faz parte de França. A designação tem usualmente um significado mais específico, designando os corsários ao serviço da Coroa Espanhola durante a Revolta Holandesa (1568–1648), que integravam a chamada frota de Dunquerque, que por sua vez fazia parte da "Armada da Flandres" ao serviço da monarquia espanhola.
Os corsários de Dunquerque operavam não só a partir daquela cidade, como de outros portos da costa flamenga, como Nieuwpoort e Ostende. Ao longo da Guerra dos Oitenta Anos, a armada da República dos Países Baixos tentou repetidamente destruir os corsários. Os primeiros corsários dispunham de um grupo de navios de guerra armados pelo governo espanhol, mas o investimento privado na pirataria levou a que rapidamente a frota crescesse com navios privados.
Apesar das ligações originais com a coroa espanhola, as suas relações com a república holandesa nem sempre foram hostis e foram muitas vezes ambíguas. Os corsários de Dunquerque atuavam sobretudo no mar do Norte, mas ocasionalmente chegaram a operar no mar Báltico, no Mediterrâneo e nas costas da Barbaria. A sua presença entre os flibusteiros ao largo das Américas é praticamente nula, pois o corso nessas paragens era inicialmente dirigida contra os interesses espanhóis. A atividade dos corsários de Dunquerque cessou em 1713, com o desarmamento do porto de Dunquerque previsto no Tratado de Utrecht.
Um dos corsários de Dunquerque mais célebres foi Jean Bart (1650–1703).